# F. W. Wencke

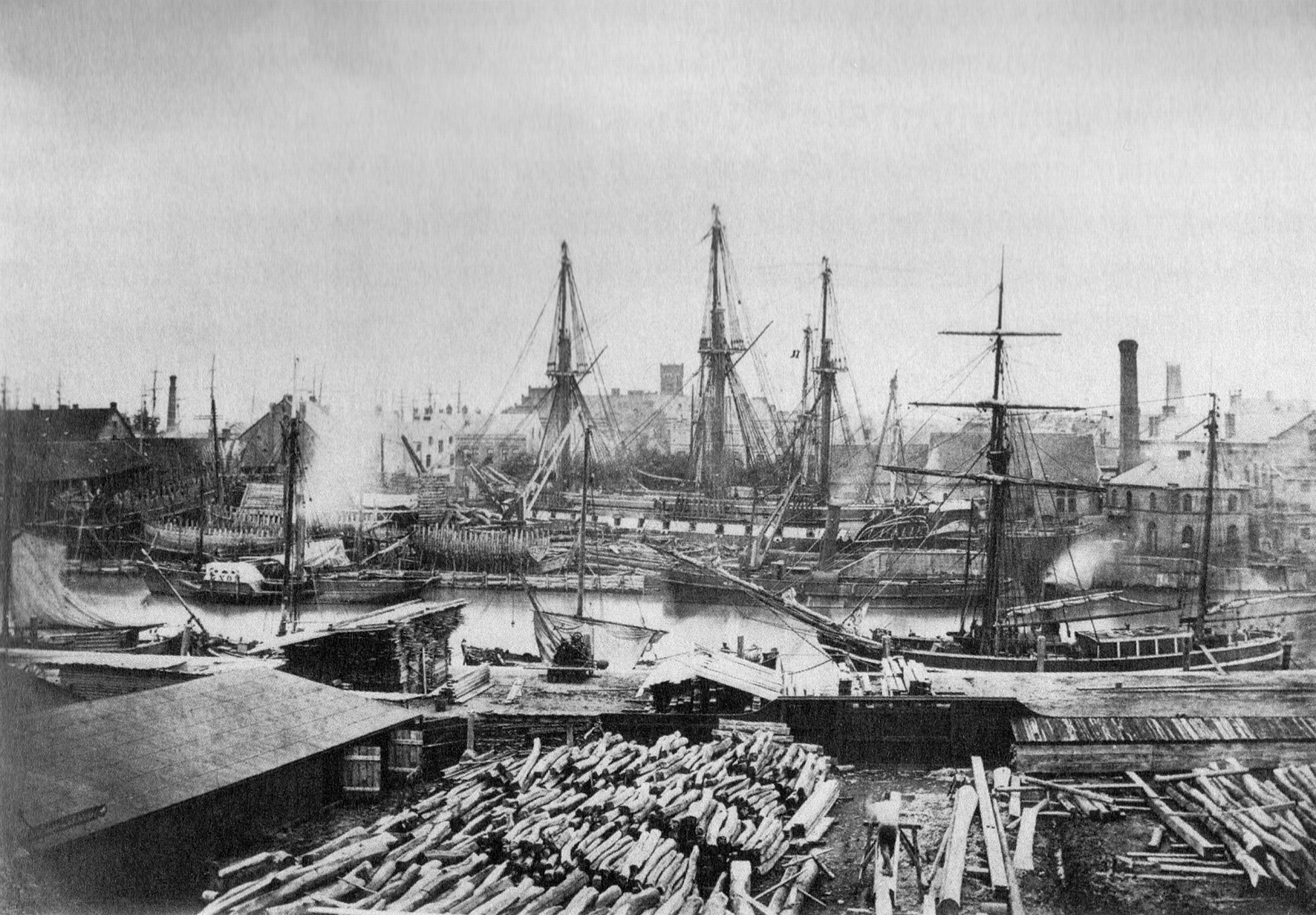
Die Wencke-Werft um 1869
(Blick von Geestemünde aus)

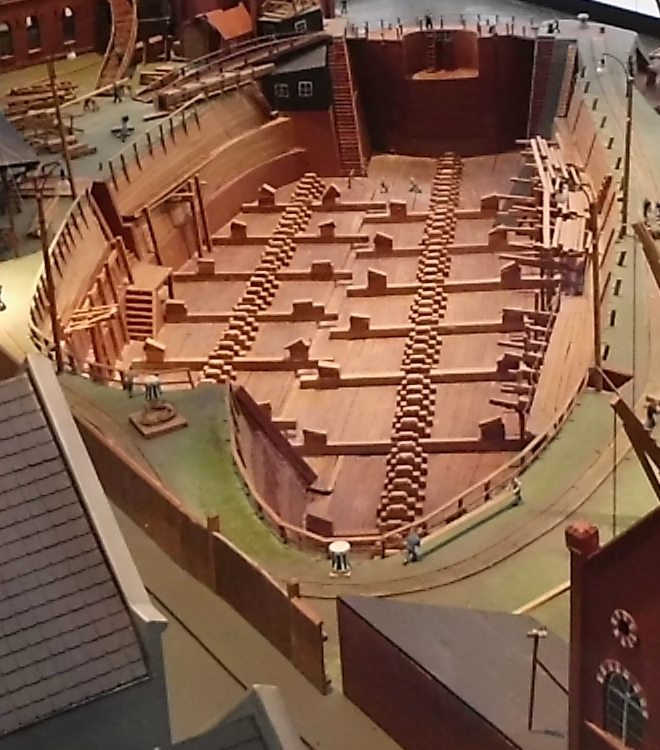
Blick auf das Doppeldock im Modell der Wenckewerft im Historischen Museum Bremerhaven

Die Werft F. W. Wencke wurde 1833 von Friedrich Wilhelm Wencke in der 1827 gegründeten Stadt Bremerhaven als Neubauwerft errichtet und 1900 an Georg Seebeck verkauft.Koordinaten: 53° 32′ 22,9″ N, 8° 35′ 4,9″ O

## Geschichte
Die Werft wurde in Bremerhaven als erste Neubauwerft 1833 an der Mündung der Geeste auf einem gepachteten Grundstück errichtet. Die für den Schiffsneubau erstellte Helling wurde 1845/46 durch das Wencke Dock als Trockendock ergänzt – die zweite solche Anlage in Bremerhaven, denn die benachbarte Werft von Johann Lange hatte bereits 1837 ein Trockendock gebaut. Das mit hölzernen Wänden versehene Doppeltrockendock von Wencke mit zwei Kammern, die 52 Metern bzw. 32 Metern lang waren, wies eine gemeinsame 11 Meter breite Einfahrt auf. Es wurde 1860 vergrößert auf eine Länge von 81 Meter bzw. 58 Meter und eine Einfahrtsbreite von 15 Metern. Die hölzernen Wände wurden später durch solche aus Muschelkalk- und Ziegelsteinen ersetzt.
Der erste Neubau dieser Werft, die 1835 an J. Lange in Bremen abgelieferte Brigg Wilhelm Ludwig, war auch das erste in Bremerhaven gebaute Seeschiff. Mit dem Raddampfer Manchester für die Hanseatische Dampfschiffahrtsgesellschaft in Hamburg lieferte er 1841 seinen ersten seegehenden Dampfer ab. Mit 520 RT war es für die folgenden zehn Jahre sein größtes Schiff. Erst das 1851 für Wätjen erbaute Vollschiff Olbers war mit 831 RT größer. Zwei seiner Neubauten, die Barken Tusnelda und Tusnelde, wurden 1858 an seine eigene in Langen beheimatete Reederei abgeliefert.
Zwei Schiffe werden auch heute noch mit dem Namen Wencke in Verbindung gebracht, es ist die 220 BRT Schonerbrigg Hansa, die unter der Leitung von  Friedrich Hegemann 1869/70 an der von  Carl Koldewey geführten Zweiten Deutschen Nordpolar-Expedition teilnahm. Noch bekannter wurde der erste deutsche Fischdampfer, die Sagitta. Sie wurde 1885 erbaut und an die Reederei Friedrich Busse ausgeliefert. Sie war auf Anhieb ein sehr erfolgreicher neuer Schiffstyp, der anschließend von mehreren Fischereigesellschaften bestellt wurde. Für Kolumbien wurden in den 90er Jahren sechs Heckraddampfer verschiedener Größe gebaut. Der 1900 an die Reederei Paulsen und Ivers abgelieferte stählerne Dreimastschoner Richard Hagen war das letzte Schiff dieser innovativen Werft.
Der Schiffbaupionier und Werftgründer Friedrich Wilhelm Wencke starb 1859 und die Werft und Reederei wurde von seiner Frau Gesine und dem Schwiegersohn Friedrich Wilhelm Albert Rosenthal weitergeführt. Gesine Wencke war damit die erste Großunternehmerin Bremerhavens. Eine ihrer Entscheidungen war die Erweiterung des Trockendocks im Jahr 1860. Nach ihrem Tode 1866 führte Rosenthal die Werft, bis 1873 Nicolaus Diedrich Wencke, der Sohn des Gründers die Werft übernahm. 1900 wurde die Werft geschlossen  und später an Georg Seebeck verkauft.